# Franziska Gritsch
Franziska Adelheid Gritsch (* 15. März 1997 in Innsbruck, Tirol) ist eine österreichische Skirennläuferin. Sie startet in allen Disziplinen.

## Biografie
Franziska Gritsch stammt aus Sölden und startet für den Skiclub Sölden-Hochsölden. Mit dem Skifahren begann sie im Alter von zweieinhalb Jahren. Sie ist Absolventin der Ski-Hotelfachschule Bad Hofgastein und wohnt in Umhausen. Sie ist aktive Sportlerin des Heeressportzentrums des Österreichischen Bundesheers. Als Heeressportlerin trägt sie derzeit den Dienstgrad Korporal.

### Jugend und Europacup
Im Alter von 16 Jahren bestritt sie ihre ersten FIS-Rennen und gab am 24. Jänner 2014 in der Super-Kombination von Spital am Pyhrn ihr Europacup-Debüt. Im Jänner 2015 nahm sie am Europäischen Olympischen Jugend-Winterfestival in Malbun teil und belegte sowohl im Slalom als auch im Riesenslalom Rang sieben. Im Mannschaftswettbewerb gewann sie die Goldmedaille. Nach einer schweren Knieverletzung (Riss des vorderen und hinteren Kreuzbandes sowie des Seitenbandes und Bruch des Schienbeinkopfes) musste sie die folgende Saison aussetzen, erreichte beim Comeback in ihrer ersten vollen Europacup-Saison aber auf Anhieb fünf Top-10-Resultate. Bei ihren ersten Juniorenweltmeisterschaften 2017 in Åre ging sie in allen Disziplinen an den Start. Im Super-G gewann sie hinter Landsfrau Nadine Fest die Silbermedaille, in der Kombination die Bronzemedaille. Am Ende der Saison wurde sie österreichische Vizemeisterin in der Kombination. Im Dezember 2017 gelang ihr in der Kombination von Kvitfjell ihr erster Sieg in einem Europacuprennen.
Im Winter 2021/22 kehrte sie aufgrund ausbleibender Weltcup-Ergebnisse zurück in den Europacup. Mit sechs Siegen in vier verschiedenen Disziplinen entschied sie die Gesamtwertung für sich.

### Weltcup und Großereignisse
Am 28. Dezember 2017 gab Gritsch im Slalom von Lienz ihr Weltcup-Debüt. Bei den Juniorenweltmeisterschaften 2018 in Davos gewann sie vier Medaillen: Silber im Slalom und im Super-G sowie Bronze in der Kombination und im Mannschaftswettbewerb. Im Dezember 2018 gewann sie mit Rang 13 im Parallel-Slalom von St. Moritz ihre ersten Weltcuppunkte. Mit einer weiteren guten Platzierung im Slalom von Zagreb wurde sie in den Kader für die Weltmeisterschaften 2019 in Åre aufgenommen. In der Kombination belegte sie Rang acht und gewann mit der Mannschaft die Silbermedaille, blieb in diesem Bewerb jedoch ohne Einsatz.
Mit Platz drei im Parallelrennen von St. Moritz am 15. Dezember 2019 erzielte Gritsch ihre erste Weltcup-Podestplatzierung. Im folgenden Februar gelang ihr mit Rang zwei in der Super-Kombination von Crans-Montana ein weiteres Spitzenresultat. In der Saison 2022/23 fand Gritsch nach einer durchwachsenen Vorsaison in mehreren Disziplinen den Anschluss an die Weltspitze. Nach vier Top-10-Plätzen im Slalom, gelang ihr das am 3. März 2023 mit dem siebten Platz auch erstmals im ersten Super-G von Kvitfjell. Nur zwei Tage später errang sie am selben Ort in dieser Disziplin den dritten Platz hinter ihren Teamkolleginnen Nina Ortlieb und Stephanie Venier, gleichbedeutend mit ihrem ersten Weltcup-Podestplatz in einer Speed-Disziplin. Dabei profitierte sie auch von besser werdenden Witterungsbedingungen.
Im Dezember 2023 verließ Gritsch den Österreichischen Skiverband, nachdem öffentlich bekannt geworden war, dass sie eine Beziehung mit dem ÖSV-Vertrauenstrainer Florian Stengg führt. Sie geht außerhalb des Verbandes weiterhin für Österreich an den Start.

## Erfolge

### Weltmeisterschaften
- Åre 2019: 2. Mannschaftswettbewerb, 8. Alpine Kombination
- Cortina d’Ampezzo 2021: 11. Alpine Kombination, 11. Slalom
- Méribel 2023: 4. Mannschaftswettbewerb, 5. Alpine Kombination, 7. Parallelrennen, 12. Riesenslalom, 13. Slalom

### Weltcup
- 16 Platzierungen unter den besten zehn in Einzelrennen, davon 3 Podestplätze
- 2 Podestplätze in Mannschaftswettbewerben

### Weltcupwertungen
| Saison  | Gesamt | Gesamt | Abfahrt | Abfahrt | Super-G | Super-G | Riesenslalom | Riesenslalom | Slalom | Slalom | Kombination | Kombination | Parallel | Parallel |
| Saison  | Platz  | Punkte | Platz   | Punkte  | Platz   | Punkte  | Platz        | Punkte       | Platz  | Punkte | Platz       | Punkte      | Platz    | Punkte   |
| ------- | ------ | ------ | ------- | ------- | ------- | ------- | ------------ | ------------ | ------ | ------ | ----------- | ----------- | -------- | -------- |
| 2018/19 | 73.    | 60     | –       | –       | –       | –       | –            | –            | 36.    | 42     | 14.         | 18          | –        | –        |
| 2019/20 | 26.    | 254    | –       | –       | –       | –       | 21.          | 60           | 22.    | 54     | 4.          | 80          | 8.       | 60       |
| 2020/21 | 37.    | 179    | –       | –       | –       | –       | 26.          | 45           | 15.    | 116    | –           | –           | 14.      | 18       |
| 2021/22 | 69.    | 73     | –       | –       | –       | –       | 32.          | 49           | 40.    | 22     | –           | –           | 29.      | 2        |
| 2022/23 | 23.    | 391    | 48.     | 3       | 23.     | 96      | 18.          | 120          | 13.    | 172    | –           | –           | –        | –        |
| 2023/24 | 33.    | 263    | –       | –       | 35.     | 30      | 19.          | 161          | 29.    | 72     | –           | –           | –        | –        |

### Europacup
- Saison 2016/17: 3. Kombinationswertung
- Saison 2017/18: 9. Gesamtwertung, 3. Kombinationswertung, 6. Super-G-Wertung
- Saison 2018/19: 10. Riesenslalomwertung
- Saison 2021/22: 1. Gesamtwertung, 2. Slalomwertung, 3. Super-G-Wertung, 5. Riesenslalomwertung
- 13 Podestplätze, davon 9 Siege:

| Datum            | Ort           | Land        | Disziplin    |
| ---------------- | ------------- | ----------- | ------------ |
| 8. Dezember 2017 | Kvitfjell     | Norwegen    | Kombination  |
| 11. Jänner 2018  | Innerkrems    | Österreich  | Super-G      |
| 21. Jänner 2019  | Zinal         | Schweiz     | Riesenslalom |
| 3. Februar 2022  | Sarntal       | Italien     | Super-G      |
| 4. Februar 2022  | Sarntal       | Italien     | Super-G      |
| 12. Februar 2022 | Maribor       | Slowenien   | Riesenslalom |
| 19. Februar 2022 | Crans-Montana | Schweiz     | Abfahrt      |
| 24. Februar 2022 | Bad Wiessee   | Deutschland | Slalom       |
| 25. Februar 2022 | Bad Wiessee   | Deutschland | Slalom       |

### Juniorenweltmeisterschaften
- Åre 2017: 2. Super-G, 3. Kombination, 14. Abfahrt
- Davos 2018: 2. Slalom, 2. Super-G, 3. Kombination, 3. Mannschaftswettbewerb, 10. Riesenslalom

### Weitere Erfolge
- 2 österreichische Meistertitel (Abfahrt 2022, Super-G 2024)
- EYOF 2015: 7. Riesenslalom, 7. Slalom, 1. Mannschaft
- Österreichische Vizemeisterin in der Kombination 2017
- Österreichische Jugendmeisterin im Riesenslalom 2017
- 8 Siege in FIS-Rennen